# Billie Jean King
Billie Jean King (născută Moffitt; n. 22 noiembrie 1943) este o fostă jucătoare de tenis, care s-a aflat pe primul loc în clasamentul WTA. King a câștigat 39 de titluri de Grand Slam, dintre care 12 la simplu, 16 la dublu feminin, și 11 la dublu mixt. King a câștigat prima ediție a Turneului Campioanelor. King a reprezentat adesea Statele Unite în Cupa Federației și  la Cupa Wightman. Timp de trei ani, King a fost căpitan al echipei Statelor Unite ale Americii în Fed Cup.

## Legături externe
- Site web oficial
- Billie Jean King la Women's Tennis Association
- Billie Jean King pe site-ul Fed Cup
- Billie Jean King la International Tennis Hall of Fame
- Profil oficial Wimbledon